# Последняя капля
«Последняя капля» (англ. On the Rocks) — американский драматический фильм режиссёра Софии Копполы с Биллом Мюрреем и Рашидой Джонс в главных ролях. Вышел на экраны в октябре 2020 года, получил неоднозначные отзывы критиков.

## Сюжет
Главные герои фильма — пожилой ловелас Феликс и его дочь Лора. Последняя решает, что муж ей изменяет, и обращается за помощью к отцу. В ходе слежки персонажи попадают в самые нелепые ситуации. В итоге Лора понимает, что её личному счастью ничто не грозит, и пересматривает свои взгляды на семью.

## В ролях
- Билл Мюррей — Феликс
- Рашида Джонс — Лора
- Марлон Уэйанс — Дин
- Джессика Хенвик — Фиона
- Дженни Слейт — Ванесса

## Создание и оценки
Проект был впервые анонсирован 15 ноября 2018 года. В январе 2019 года стало известно, что продюсером и режиссёром фильма станет София Коппола. Съёмки начались в июне 2019 года в Нью-Йорке. Ограниченный театральный релиз был намечен на 2 октября 2020 года, цифровой релиз — на 23 октября.
На сайте-агрегаторе рецензий Rotten Tomatoes «Последняя капля» получила рейтинг 87 % со средней оценкой 7,3 из 10. Критики с этого ресурса согласились с тем, что фильм не так хорош, «как можно было бы предположить по его первоклассным ингредиентам, но конечный результат все равно впечатляет — и является ярким доказательством очарования Билла Мюррея в возрасте». На Metacritic фильм получил средневзвешенную оценку 73 из 100, что указывает на «в целом положительные отзывы».
Дэвид Эрлих из IndieWire поставил фильму оценку «В+» и констатировал, что картине «не суждено достичь такого же культового статуса, как некоторым предыдущим работам Копполы». Оуэн Глейберман из Variety охарактеризовал «Последнюю каплю» как «пьянящий гуманистический фильм о приключениях на тусовках, легкомысленный и неотразимый», как «выигрышную демонстрация выдержанного, как хороший виски, бренда „Murray’s“». А. А. Дауд из The A.V. Club поставил фильму «четверку», назвав его самой слабой работой Копполы, но похвалив игру Мюррея.
Обозреватель социалистического журнала Jacobin Эйлин Джонс описала фильм как «еще одно запутанное изображение жизни скучающей и отчужденной знаменитости».